# Квардал
Каврдал — село в Курахському районі Дагестану.
Колись село називалося Кура. Село виникло приблизно 2 тис. років тому, про це свідчать стародавні могили та захоронення. Предки квардальців побудували село на скалі, щоб захиститись від чужоземних ворогів. До села вела лише одна стежинка, і вона була під постійним наглядом дозорних села. Небажаним гостям, вхід в село перешкоджали великі дубові ворота, що охоронялися спеціально навченими людьми. Спостерігання за околицями села велося і з високої башти.
За розповідями старожилів засновниками села є представники тухума (роду) Бешунаяр. Хто вони і звідки — невідомо. Після них в село поселився тухум Кацахар. Вони прибули з вілаяту Шам. Пізніше цей тухум розділився на тухуми Кацахар і Махмудар. Пізніше в Квардалі опинились тухуми Кужаяр (з Лакії) і Мирзаяр (з села Ашти), і Бугаяр (з села Буркіхан). Ці тухуми існують до сьогодні.
В селі є озеро Фуртік.
| Росія | Це незавершена стаття з географії Росії. Ви можете допомогти проєкту, виправивши або дописавши її. |